# Choeroniscus
Choeroniscus es un género de murciélagos perteneciente a la familia Phyllostomidae.

## Especies
Contiene las siguientes especies:
- Choeroniscus godmani
- Choeroniscus periosus
- Choeroniscus minor